# Tena Lukas
Tena Lukas (10 maggio 1995) è una tennista croata.

## Biografia
Tena Lukas ha vinto 13 titoli in singolare e 6 in doppio nel circuito ITF. Il 12 settembre 2022 ha raggiunto il best ranking al numero 200 del ranking WTA. In doppio, ha toccato la posizione 257 il 18 luglio 2022.

## Circuito WTA 125

### Doppio

#### Vittorie (1)
| N. | Data          | Torneo                  | Superficie  | Compagna         | Avversarie in finale             | Punteggio        |
| 1. | 5 giugno 2022 | Makarska Open, Makarska | Terra rossa | Dalila Jakupovič | Olga Danilović Aleksandra Krunić | 5-7, 6-2, [10-5] |

## Statistiche ITF

### Singolare

#### Vittorie (13)
| Torneo $100.000 (0) |
| Torneo $80.000 (0)  |
| Torneo $75.000 (0)  |
| Torneo $60.000 (3)  |
| Torneo $50.000 (0)  |
| Torneo $40.000 (0)  |
| Torneo $25.000 (6)  |
| Torneo $15.000 (1)  |
| Torneo $10.000 (3)  |

| N.  | Data              | Torneo                                       | Superficie  | Avversaria in finale  | Punteggio        |
| 1.  | 22 settembre 2014 | Zlatni Rat Cup, Bol                          | Terra rossa | Petra Rohanová        | 6-0, 6-1         |
| 2.  | 9 maggio 2015     | Zlatni Rat Cup, Bol                          | Terra rossa | Tamara Zidanšek       | 6-2, 6-3         |
| 3.  | 30 maggio 2015    | Zlatni Rat Cup, Bol                          | Terra rossa | Nina Alibalić         | 6–4, 4–6, 6–3    |
| 4.  | 19 luglio 2015    | Schönbusch Open, Aschaffenburg               | Terra rossa | Fiona Ferro           | 7-5, 6-4         |
| 5.  | 10 dicembre 2017  | GD Tennis Academy, Adalia                    | Terra rossa | Paula Ormaechea       | 6–4, 6(5)–7, 6–1 |
| 6.  | 1º settembre 2019 | Vienna Open, Vienna                          | Terra rossa | Miriam Bianca Bulgaru | 5-7, 6-4, 6-3    |
| 7.  | 22 settembre 2019 | Royal Cup NLB Montenegro, Podgorica          | Terra rossa | Marina Mel'nikova     | 6-4, 7-5         |
| 8.  | 6 ottobre 2019    | Forte Village International Tournament, Pula | Terra rossa | Teliana Pereira       | 6-4, 6-3         |
| 9.  | 22 maggio 2022    | Trofeo BMW Cup, Roma                         | Terra rossa | Bárbara Gatica        | 6-1, 6-4         |
| 10. | 23 luglio 2023    | Tennis International Darmstadt, Darmstadt    | Terra rossa | Lola Radivojević      | 6-3, 6-4         |
| 11. | 10 settembre 2023 | Alpstar Ladies Open Vienna, Vienna           | Terra rossa | Miriam Bulgaru        | 7-5, 6-1         |
| 12. | 11 febbraio 2024  | Antalya Series, Adalia                       | Terra rossa | Polona Hercog         | 2-6, 6-3, 6-1    |
| 13. | 8 settembre 2024  | Alpstar Ladies Open Vienna, Vienna           | Terra rossa | Lia Karatančeva       | 6-4, 6-1         |

#### Sconfitte (15)
| Torneo $100.000 (0) |
| Torneo $80.000 (0)  |
| Torneo $75.000 (0)  |
| Torneo $60.000 (0)  |
| Torneo $50.000 (0)  |
| Torneo $40.000 (0)  |
| Torneo $25.000 (4)  |
| Torneo $15.000 (2)  |
| Torneo $10.000 (9)  |

| N.  | Data              | Torneo                                     | Superficie  | Avversaria in finale | Punteggio     |
| 1.  | 21 agosto 2011    | Brcko Ladies Open, Brčko                   | Terra rossa | Tjaša Šrimpf         | 3–6, 3–6      |
| 2.  | 18 agosto 2013    | Innsbruck Open, Innsbruck                  | Terra rossa | Hilda Melander       | 2–6, 3–6      |
| 3.  | 25 maggio 2014    | Zlatni Rat Cup, Bol                        | Terra rossa | Patricia Maria Țig   | 2-6, 5-7      |
| 4.  | 8 giugno 2014     | Zlatni Rat Cup, Bol                        | Terra rossa | Bianca Botto         | 1–6, 2–6      |
| 5.  | 21 settembre 2014 | Bluesun Bol Ladies Open, Bol               | Terra rossa | Gabriela Pantůčková  | 6–2, 4–6, 2–6 |
| 6.  | 16 novembre 2014  | Heraklion Hellenic Zeus Circuit, Heraklion | Cemento     | Natalija Kostić      | 0-6, 3-6      |
| 7.  | 6 settembre 2015  | Bluesun Bol Ladies Open, Bol               | Terra rossa | Anna Bondár          | 4-6, 2-6      |
| 8.  | 13 settembre 2015 | TEAN International, Alphen aan den Rijn    | Terra rossa | Marie Benoît         | 7-5, 3-6, 4-6 |
| 9.  | 22 maggio 2016    | Bluesun Bol Ladies Open, Bol               | Terra rossa | Tereza Mrdeža        | 4-6, 6-0, 1-6 |
| 10. | 10 ottobre 2016   | Zlatni Rat Cup, Bol                        | Terra rossa | Kaja Juvan           | 3-6, 1-6      |
| 11. | 17 dicembre 2017  | GD Tennis Academy, Adalia                  | Terra rossa | Cristina Dinu        | 3–6, 3–6      |
| 12. | 29 aprile 2018    | Bluesun Tucepi Open, Tučepi                | Terra rossa | Lea Bošković         | 6–1, 0–6, 4–6 |
| 13. | 23 settembre 2018 | Royal Cup NLB Montenegro, Podgorica        | Terra rossa | Jesika Malečková     | 2–6, 0–6      |
| 14. | 4 settembre 2022  | Ladies Open Vienna, Vienna                 | Terra rossa | Natália Szabanin     | 5-7, 3-6      |
| 15. | 30 aprile 2023    | Osijek Open, Osijek                        | Terra rossa | Veronika Erjavec     | 5-7, 2-6      |

### Doppio

#### Vittorie (6)
| Torneo $100.000 (0) |
| Torneo $80.000 (0)  |
| Torneo $75.000 (0)  |
| Torneo $60.000 (0)  |
| Torneo $50.000 (0)  |
| Torneo $40.000 (0)  |
| Torneo $25.000 (2)  |
| Torneo $15.000 (0)  |
| Torneo $10.000 (4)  |

| N. | Data              | Torneo                              | Superficie    | Compagna            | Avversarie in finale                         | Punteggio        |
| 1. | 26 settembre 2014 | Zlatni Rat Cup, Bol                 | Terra rossa   | Martina Bašić       | Ana Oparenović Magdalena Stoilkovska         | 6-1, 6-2         |
| 2. | 8 maggio 2015     | Zlatni Rat Cup, Bol                 | Terra rossa   | Lina Ǵorčeska       | Alexandra Perper Anastasia Vdovenco          | 6-0, 6-3         |
| 3. | 29 maggio 2015    | Zlatni Rat Cup, Bol                 | Terra rossa   | Iva Primorac        | Ailen Crespo Azconzábal Maria Fernanda Alves | 4–6, 6–1, [10–7] |
| 4. | 9 ottobre 2016    | Zlatni Rat Cup, Bol                 | Terra rossa   | Iva Primorac        | Nina Potočnik Rebeka Stolmár                 | 6-3, 6-4         |
| 5. | 18 novembre 2017  | Hart Open, Zawada-Opole             | Sintetico (i) | Kateřina Vaňková    | Weronika Jasmina Foryś Nika Šjtkouskaja      | 6–4, 3–6, [10–4] |
| 6. | 16 marzo 2024     | ITF WTT Kaeline Pro Series, Larnaca | Cemento       | Kristina Mladenovic | Francesca Curmi Cristina Dinu                | 6-4, 7-5         |

#### Sconfitte (6)
| Torneo $100.000 (0) |
| Torneo $80.000 (0)  |
| Torneo $75.000 (0)  |
| Torneo $60.000 (0)  |
| Torneo $50.000 (1)  |
| Torneo $40.000 (0)  |
| Torneo $25.000 (3)  |
| Torneo $15.000 (1)  |
| Torneo $10.000 (1)  |

| N. | Data             | Torneo                                                          | Superficie    | Compagna        | Avversarie in finale               | Punteggio        |
| 1. | 9 novembre 2014  | Heraklion Hellenic Zeus Circuit, Heraklion                      | Cemento       | Martina Bašić   | Anna Bondár Dalma Gálfi            | 6-4, 3-6, [8-10] |
| 2. | 27 febbraio 2016 | ITF Women's Circuit Thurgau, Kreuzlingen                        | Sintetico (i) | Bernarda Pera   | Antonia Lottner Amra Sadiković     | 7–5, 2–6, [5–10] |
| 3. | 29 maggio 2015   | Pelham Racquet Club Women's $25K Pro Circuit Challenger, Pelham | Terra verde   | Amanda Carreras | Emina Bektas Sanaz Marand          | w/o              |
| 4. | 28 aprile 2018   | Bluesun Tucepi Open, Tučepi                                     | Terra rossa   | Saara Orav      | Nefisa Berberović Veronika Erjaveč | 3-6, 3-6         |
| 5. | 22 ottobre 2021  | Internacionales de Andalucia Femeninos de Tenis, Siviglia       | Terra rossa   | Lina Ǵorčeska   | Caijsa Hennemann Ku Yeon-woo       | 5-7, 1-6         |
| 6. | 16 aprile 2022   | ForteVillage ITF Throphy, Pula                                  | Terra rossa   | Lea Bošković    | Lina Ǵorčeska Eva Vedder           | 5-7, 2-6         |